# Colonial Heights (Tennessee)
Colonial Heights és una concentració de població designada pel cens dels Estats Units a l'estat de Tennessee. Segons el cens del 2000 tenia 7.067 habitants.

## Demografia
Segons el cens del 2000, Colonial Heights tenia 7.067 habitants, 2.811 habitatges, i 2.217 famílies. La densitat de població era de 419,8 habitants/km².
Dels 2.811 habitatges en un 31,5% hi vivien nens de menys de 18 anys, en un 68,9% hi vivien parelles casades, en un 7,6% dones solteres, i en un 21,1% no eren unitats familiars. En el 18,7% dels habitatges hi vivien persones soles el 7,2% de les quals corresponia a persones de 65 anys o més que vivien soles. El nombre mitjà de persones vivint en cada habitatge era de 2,51 i el nombre mitjà de persones que vivien en cada família era de 2,86.
Per edats la població es repartia de la següent manera: un 23,1% tenia menys de 18 anys, un 5,8% entre 18 i 24, un 27,8% entre 25 i 44, un 28,5% de 45 a 60 i un 14,8% 65 anys o més.
L'edat mediana era de 41 anys. Per cada 100 dones de 18 o més anys hi havia 91,7 homes.
La renda mediana per habitatge era de 48.145 $ i la renda mediana per família de 53.651 $. Els homes tenien una renda mediana de 41.604 $ mentre que les dones 25.045 $. La renda per capita de la població era de 26.210 $. Entorn del 4,8% de les famílies i el 6,2% de la població estaven per davall del llindar de pobresa.

## Poblacions més properes
El següent diagrama mostra les poblacions més properes.